# Kevin McCarthy leváltása
Kevin McCarthy leváltása egy Matt Gaetz floridai republikánus képviselő által előterjesztett határozattal kezdődött meg az Egyesült Államok Képviselőházában, 2023. október 3-án. A képviselők megszavazták Kevin McCarthy házelnök felelősségre vonását. Ez volt az első alkalom az ország történelmében, mikor vádemelési eljárással eltávolították a házelnököt. Nyolcnapos szünet után kezdődött meg a következő házelnök kiválasztásának folyamata.
A 2022-es választások eredményeként a republikánusok csekély többséget szereztek a képviselőházban a 118. kongresszusban. A képviselői helyek kisebbségét szerezte meg a Freedom Caucus, a republikánus képviselők legkonzervatívabb csoportja. Az első 118. kongresszusi házelnökválasztás során a republikánus frakción belül a Freedom Caucus hevesen szembehelyezkedett McCarthyval, akit megbízhatatlannak és nem eléggé konzervatívnak tartottak. Tizenöt környi szavazás után McCarthy beadta derekát, engedélyezve, hogy akár már egy képviselő javaslatával eljárást indíthassanak eltávolítására, így megválasztották. A kormány leállásának lehetősége 2023 júliusában kezdett megjelenni, mikor a Freedom Caucus – a megszorítások és a McCarthyval szembeni dac demonstrációjaként – ellenezte a kormány finanszírozásával kapcsolatos törvényjavaslatokat.
Szeptemberre a szövetségi kormány készen állt a leállásra. A Freedom Caucus továbbra is óva intette McCarthyt attól, hogy megállapodást kössön a demokratákkal egy ideiglenes költségvetési törvényjavaslat elfogadásával, és ehelyett egy egész évre szóló, jelentős kiadáscsökkentéseket tartalmazó költségvetés elfogadására szólították fel. Ennek ellenére McCarthy úgy döntött, hogy együtt fog dolgozni az ellenzékkel, és szeptember 30-án megegyeztek egy költségvetési javaslat elfogadásában, több demokrata szavazott mellette, mint republikánus. Október 2-án Gaetz, a Freedom Caucus tagja beadta az indítványt a házelnök leváltására.

## McCarthy házelnöksége

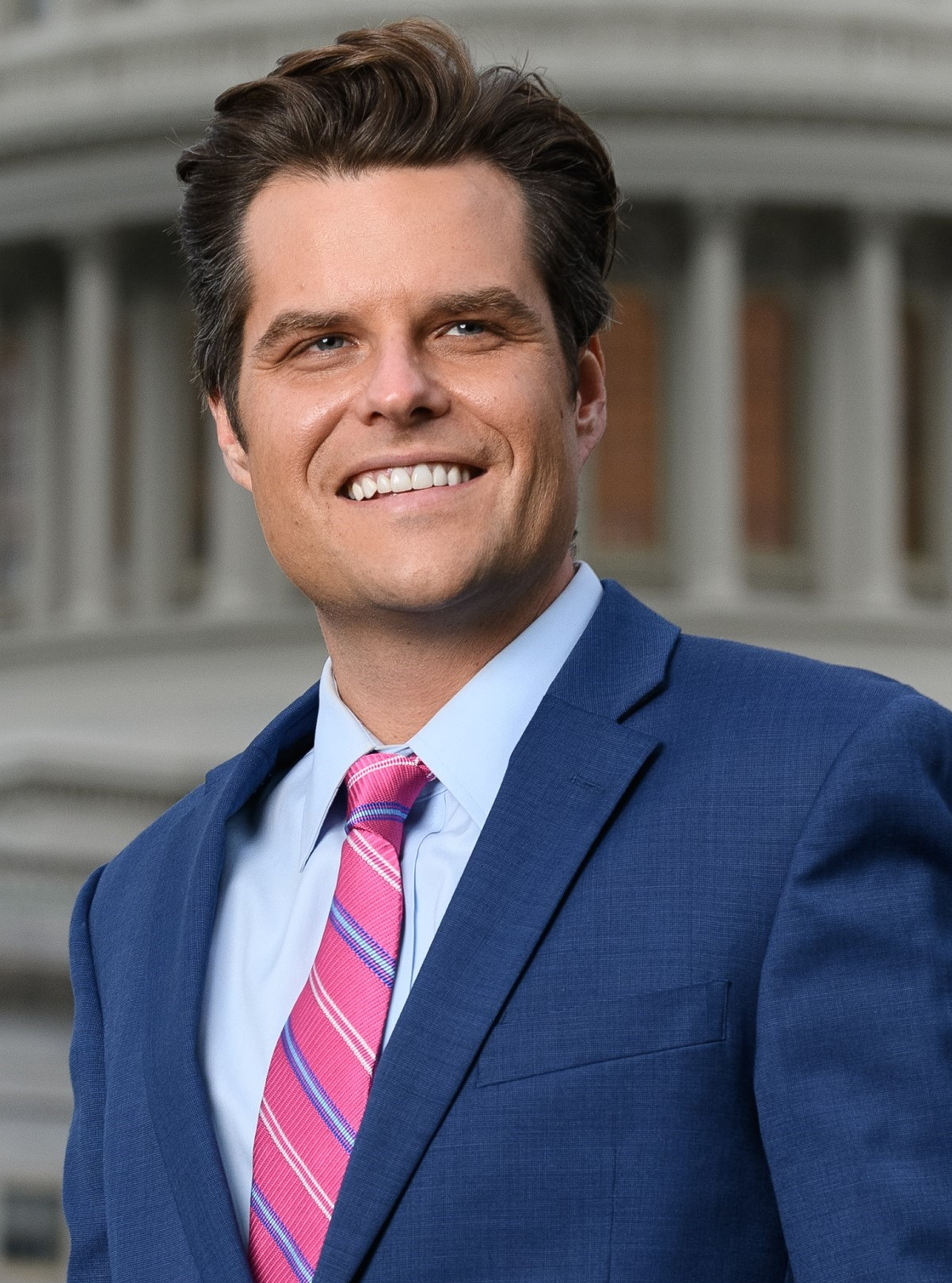
Matt Gaetz képviselő vezette az ellenállást Kevin McCarthyval szemben, és sikeresen indítványozta leváltását

A 2022-es félidős választásokon a Demokrata Párt szűk, kétfős szenátusi többségét, a Republikánus Párt pedig szűk, négyfős képviselőházi többséget szerzett. A 118. kongresszusban a Freedom Caucus, egy szélsőjobboldali kongresszusi frakció, 45 képviselői helyet kapott a képviselőházban. McCarthyt, a képviselőház republikánus frakciójának vezetőjét többnapos szavazás után választották a képviselőház elnökévé, mivel az ellenzék – elsősorban a Freedom Caucus tagjai által vezetve – fellépett ellene. McCarthy több engedményt is adott ellenfeleinek tárgyalások közben megválasztásáról. 2023 májusában McCarthy tárgyalt Joe Biden elnökkel az adósságplafon-válság és a közeledő adósságcsőd megoldásáról. Válaszul a Matt Gaetz-vezette republikánusok leszavazták a gáztűzhelyek szövetségi szabályozásokkal szembeni védelméről szóló törvénytervezetet. A fellázadás következtében McCarthy lehetetlen politikai helyzetbe került, vagy a fellázadó frakciónak kellett volna engednie, akik olyan javaslatok elfogadására kötelezték volna, amelyek ellenállásba ütköznének a demokraták által irányított szenátusban, vagy tárgyaljon a képviselőházi demokratákkal, később foglalkozva az esetleges leváltási folyamattal.

## A szövetségi költségvetési javaslat elfogadása
Szeptemberre a szövetségi kormány készen állt a leállásra, miután a költési törvényjavaslatok nagy részében nem tudtak megegyezni a képviselők. A Freedom Caucus azzal fenyegette McCarthyt, hogy le fogják váltani, ha nem kapják meg a reformokat, amelyeket szerettek volna, és inkább demokratákkal dolgozott volna együtt. Szeptember 29-én a Politico lehozott egy hírt, hogy Gaetz kapcsolatba lépett többek között a demokraták progresszív frakciójának elnökével, Pramila Jayapallal, McCarthy eltávolításának támogatásáról. Másnap, órákkal az esetleges kormányleállás előtt a képviselőház elfogadta az HR. 5860-at, amely november 17-ig halasztotta a költségvetési határidőt és a létező finanszírozást meghosszabbította a szövetségi minisztériumokra anélkül, hogy érdemi reformot vezettek volna be. A szenátus is elfogadta a javaslatot, Biden pedig aláírta. McCarthy a demokratáknak köszönhetően kapott elég szavazatot a javaslatra, amely 335–91-es arányban lett elfogadva. Egy kivétellel minden „nem” szavazatot republikánusok adtak le rá. Gaetz, aki a McCarthy elleni ellenállást vezette a párton belül, bejelentette egy CNN-interjúban, hogy kezdeményezni fogja a házelnök eltávolítását, és kritizálta, amiért demokratákkal együtt dolgozott, semmilyen költekezési csökkentést nem ért el, és utolsó pillanatban adta be a törvényjavaslatot, alig adva időt a képviselőknek, hogy elolvassák. Gaetz és más szélsőséges konzervatívok korábban leszavaztak javaslatokat, amelyek csökkentették volna a költekezést, azt mondva, hogy nem volt elég. Szavazataik következtében, a demokrata ellenzékkel együtt, akik bármilyen költekezési csökkentést elleneztek, 198–232 arányban elbukott az a javaslat.
| Párt            | Párt            | Igen  | Nem   | Nem szavazott |
| --------------- | --------------- | ----- | ----- | ------------- |
| Republikánus    | Republikánus    | 126   | 90    | 5             |
| Demokrata       | Demokrata       | 209   | 1     | 2             |
| Százalék        | Százalék        | 78,6% | 21,4% | –             |
| Összes szavazat | Összes szavazat | 335   | 91    | 7             |

## Szavazás McCarthy leváltásáról
A 118. kongresszus tagjai, akik a pártjuk ellen szavaztak, vagy nem jelentek meg a szavazáson.
| Képviselő         | Párt         | Állam        | Szavazat az elhalasztásra | Szavazat az eltávolításra |
| ----------------- | ------------ | ------------ | ------------------------- | ------------------------- |
| Andy Biggs        | Republikánus | Arizona      | Nem                       | Igen                      |
| Ken Buck          | Republikánus | Colorado     | Nem                       | Igen                      |
| Tim Burchett      | Republikánus | Tennesse     | Nem                       | Igen                      |
| Cori Bush         | Demokrata    | Missouri     | nem szavazott             | nem szavazott             |
| John Carter       | Republikánus | Texas        | nem szavazott             | nem szavazott             |
| Eli Crane         | Republikánus | Arizona      | Nem                       | Igen                      |
| Warren Davidson   | Republikánus | Ohio         | Nem                       | Nem                       |
| Matt Gaetz        | Republikánus | Florida      | Nem                       | Igen                      |
| Bob Good          | Republikánus | Virginia     | Nem                       | Igen                      |
| Lance Gooden      | Republikánus | Texas        | Elhalasztás               | nem szavazott             |
| Anna Paulina Luna | Republikánus | Florida      | nem szavazott             | nem szavazott             |
| Nancy Mace        | Republikánus | Dél-Karolina | Nem                       | Igen                      |
| Cory Mills        | Republikánus | Florida      | Nem                       | Nem                       |
| Nancy Pelosi      | Demokrata    | Kalifornia   | nem szavazott             | nem szavazott             |
| Mary Peltola      | Demokrata    | Alaszka      | nem szavazott             | nem szavazott             |
| Matt Rosendale    | Republikánus | Montana      | Nem                       | Igen                      |
| Victoria Spartz   | Republikánus | Indiana      | Nem                       | Nem                       |
| Emilia Sykes      | Demokrata    | Ohio         | nem szavazott             | nem szavazott             |
| Frederica Wilson  | Demokrata    | Florida      | nem szavazott             | Igen                      |

## Utóhatások
Patrick McHenry észak-karolinai képviselőt, McCarthy egyik közeli szövetségesét nevezték ki megbízott házelnöknek. A képviselőház jogalkotási tevékenységét átmenetileg leállították, mivel McHenry pro tempore házelnök nyolcnapos felfüggesztést kezdeményezett kinevezése után. Ezt követte az októberi házelnöki választás, amelyben Mike Johnson louisianai képviselőt választották meg.

## Fordítás
Ez a szócikk részben vagy egészben  a   Removal of Kevin McCarthy as Speaker of the House című angol Wikipédia-szócikk ezen változatának fordításán alapul.  Az eredeti cikk szerkesztőit annak laptörténete sorolja fel. Ez a jelzés csupán a megfogalmazás eredetét és a szerzői jogokat jelzi, nem szolgál a cikkben szereplő információk forrásmegjelöléseként.